# Prix Grammont
 (novembre 2018).
Si vous disposez d'ouvrages ou d'articles de référence ou si vous connaissez des sites web de qualité traitant du thème abordé ici, merci de compléter l'article en donnant les références utiles à sa vérifiabilité et en les liant à la section « Notes et références ».
Le prix Grammont est un prix littéraire décerné par la Société protectrice des animaux.
Il a notamment été décerné en 1968 à Jean Richard pour son livre sur le cirque Mes Bêtes A Moi, et en 1975 à Jean-Jacques Barloy pour l'ensemble de son œuvre sur le monde animal